# DAF YAZ-2300

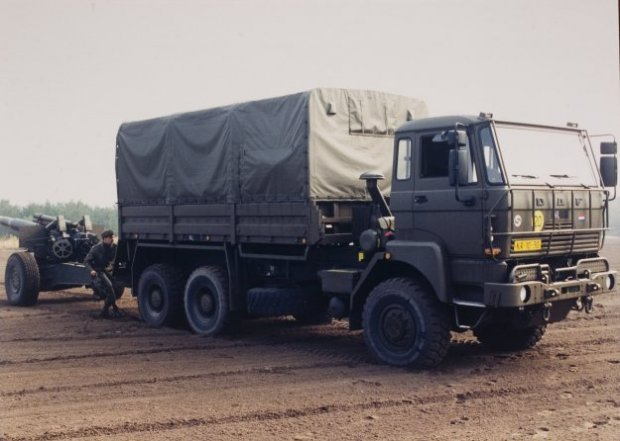
DAF YHZ 2300 (artillerietrekker variant) met M114/39-houwitser.

De DAF YAZ-2300 is een vrachtwagen met een laadvermogen van 10 ton voor het Nederlandse leger. Het voertuig wordt gebruikt voor algemeen vervoer, waaronder munitie, maar er zijn diverse varianten. De vrachtwagen werd geproduceerd door de Nederlandse vrachtautofabriek DAF.

## Algemeen
In 1983 startte DAF de productie van deze tientonsvrachtwagen van het type YA-2300 voor het Nederlandse leger. Het voertuig zou als eerste worden ingezet voor het nieuwe munitiebevoorradingssysteem van de landmacht. De vrachtwagen had aandrijving op alle wielen (6x6) en was voorzien van een 245 pk-turbodieselmotor van het type DHS 825. Voor het laden en lossen zijn de meeste voertuigen voorzien van een laadkraan.
Deze DAF is ook in gebruik bij de genie, voor het transport van vouwbruggen, die via een hydraulisch afzetsysteem te water gelaten worden. Daarnaast beschikt de genie ook over kippers; deze hebben de typeaanduiding YKZ-2300. De tientonners komen in de plaats van de oudere zestonners, de YA-616, die DAF in de jaren 60 had geleverd.
In totaal werden ruim 1100 voertuigen geleverd aan het Nederlandse leger in de periode 1983 tot 1986.

## Technische gegevens
Het voertuig heeft een frontstuurcabine; deze cabine kan 60 graden worden gekanteld, hetgeen het onderhoud aan de motor vereenvoudigt. Het laadgedeelte is van aluminium en de meeste voertuigen zijn voorzien van een kraan. Er zijn aan beide zijden stempels die de stabiliteit vergroten bij het tillen van lasten over de zijkant van het voertuig. De technische informatie hieronder betreft de vrachtwagen; de kipper heeft bijna gelijke gegevens, maar heeft een 40 centimeter kortere wielbasis en is daardoor in totaal ook iets minder lang.
Motor:
- Type: 6 cilinders, kopklep, vloeistofgekoeld
- Merk: DAF DHS 825
- Motorinhoud: 8,25 liter
- Brandstof: diesel
- Vermogen: 245 pk bij 2300 toeren per minuut

Gewicht en maten:
- Eigen gewicht: 13.000 kg
- Maximaal toegestaan laadvermogen: 10.000 kg
- Totale lengte: 9,6 meter
- Totale breedte: 2,5 meter
- Totale hoogte: 3,6 meter (bij cabine)
- Wielbasis: 4,85 meter

Prestaties:
- Maximaal toegestane snelheid: 80 km/u
- Inhoud brandstoftank: 200 liter
- Bereik: 600 km
- Bodemvrijheid: 0,32 meter
- Oploophoek: 30°
- Afloophoek: 20°